# Felix Adolf Hoppe-Seyler

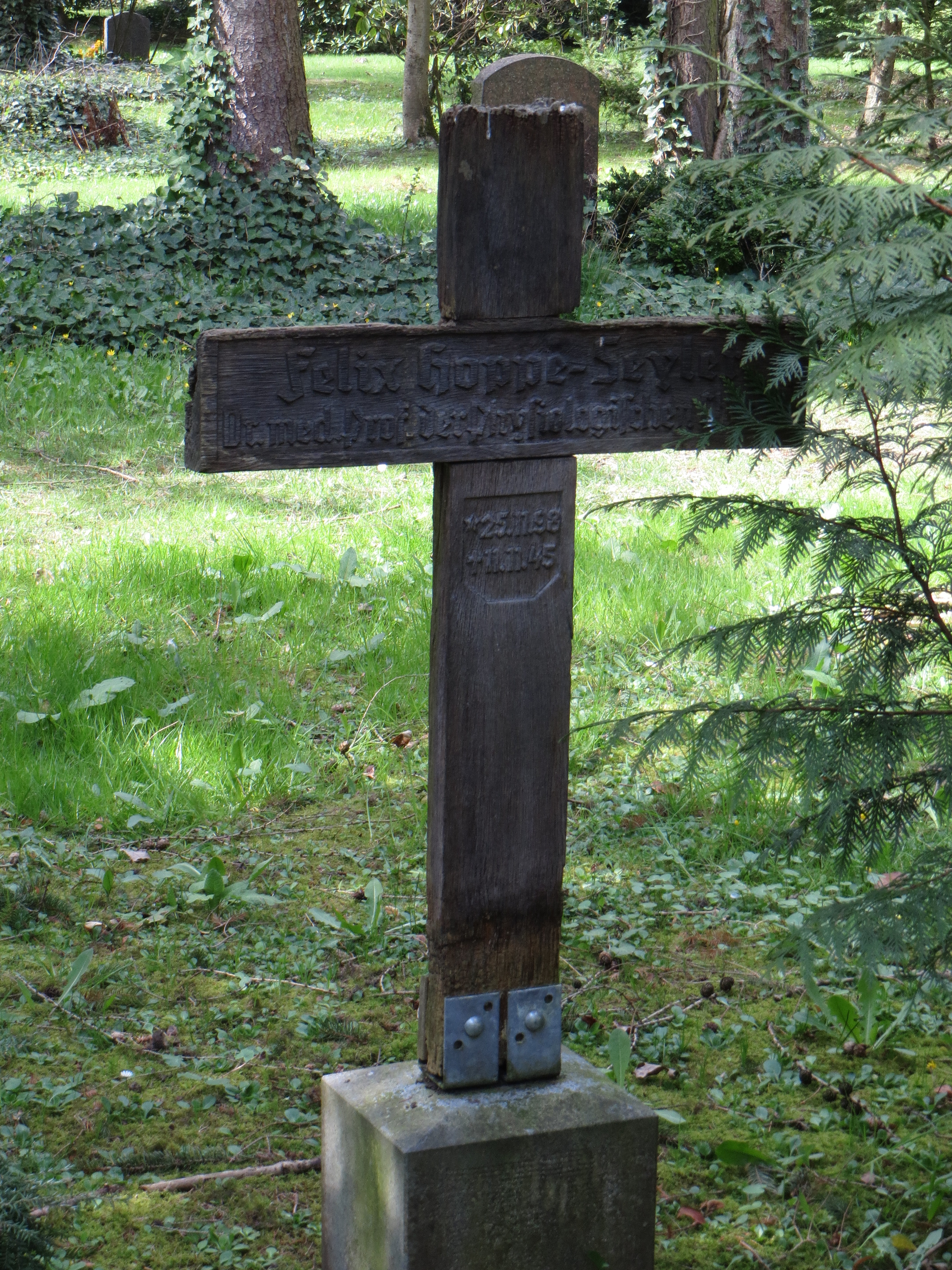
Grabkreuz Felix Adolf Hoppe-Seyler, Alter Friedhof (Greifswald)

Felix Adolf Hoppe-Seyler, auch Felix Hoppe-Seyler (* 25. September 1898 in Kiel; † 11. November 1945 in Greifswald) war ein deutscher Physiologe.

## Leben
Felix Adolf Hoppe-Seyler war ein Sohn des Kieler Internisten Georg (Karl Felix) Hoppe-Seyler (1860–1940) und Enkel von Felix Hoppe-Seyler. Von 1919 bis 1923 studierte er in Kiel, Freiburg i. Br. und Tübingen Medizin. 1930 habilitierte Hoppe-Seyler sich für das Fachgebiet Physiologische Chemie. Er wurde Direktor des Physiologisch-Chemischen Laboratoriums in Würzburg. Von 1934 bis 1945 setzte er als ordentlicher Professor und Direktor des Physiologischen Institutes der Universität Greifswald das Werk seines berühmten Großvaters fort.
Nach 1945 wurde er zum Dekan der Medizinischen Fakultät berufen. Diabetes mellitus führte zu seinem frühen Tod.